# Ашли Лонг
Ашли Лонг (на английски: Ashley Long) е британска порнографска актриса, родена на 8 юни 1979 г. в град Лондон, Обединено кралство Великобритания и Северна Ирландия.
Дебютира като актриса в порнографската индустрия през 2001 г., когато е на 22-годишна възраст.

## Награди и номинации
Носителка на награди
- 2004: XRCO награда за най-добро актьорско изпълнение – „Принуждение“.[3]

Номинации
- 2004: Номинация за AVN награда за изпълнителка на годината.[4]